# Austrotinodes tuxtlensis
Austrotinodes tuxtlensis is een schietmot uit de familie Ecnomidae. De soort komt voor in Mexico.